# سید یعقوب انوار
سید یعقوب انوار اردکانی شیرازی ملقب به صدرالعلماء (۱۲۵۳ اردکان سپیدان) – ۲۳ شهریور ۱۳۳۱ تهران) از وعاظ و روحانیون مشروطه خواه و نماینده مجلس شورای ملی بود. او از فعالترین و پرسروصداترین نمایندگان مجلس و نخستین نماینده‌ای بود که در تاریخ مجالس قانونگذاری ایران به سبب رفتار در صحن مجلس، با رأی نمایندگان مواخذه رسمی شد.  سید یعقوب انوار روحانی محافظه‌کار و سنتگرایی سخت پایبند قانونگذاری بر اساس احکام شرع و مخالف عرفی شدن دادگستری و وضع قوانین متجددانه بود. در به سلطنت رساندن رضاشاه کوشید و از حامیان سرسخت او بود، هرچند پس از به سلطنت رسیدن رضاشاه با برخی سیاست‌های او همچون تغییر لباس اجباری، مخالفت علنی کرد و مغضوب شد. او پس از سقوط رضاشاه در شهریور ۱۳۲۰ به سخنرانی علیه وی پرداخت.

## تحصیلات
سید یعقوب فرزند سید خلیل واعظ و اصالتاً از سادات جزایری بود. در اردکان به دنیا آمد. در چهارده سالگی همراه با پدرش از راه زمین به سفر حج رفت.  پس از تحصیلات مقدماتی در یزد، تحصیلات خود را در اصفهان و تهران تا درجه اجتهاد ادامه داد و در تهران به وعظ و تدریس فقه و اصول پرداخت. درباره اش گفته می شود که بیانی رسا و حافظه‌ای قوی داشت، تمام قوانین مجلس را از ابتدای مشروطه تا دوره سیزدهم که آخرین دوره نمایندگی اش بود از بر داشت. در مجلس در تدوین جلد اول قانون مدنی نقش داشت. تعلیقاتی نیز بر شرح منظومه ملاهادی سبزواری از او بر جای مانده است. 

## جنبش مشروطه
سید یعقوب در جریان نهضت مشروطه به مشروطه‌طلبان پیوست. پس از به توپ بستن مجلس، او را بازداشت کردند و به غل و زنجیر کشیدند و به باغشاه بردند. نود روز در باغشاه زندانی بود و بسختی شکنجه شد. او با اقدامات صدرالاشراف رها شد و به تنکابن نزد محمدولی خان سپهدار رفت، و در فتح تهران او و یپرم خان ارمنی و سردار محیی را همراهی و مجاهدین را به جنگ تشویق می کرد. 
سید یعقوب از هواداران حزب دموکرات به رهبری سلیمان میرزا بود. در جنگ جهانی اول که سلیمان میرزا با شماری از نمایندگان مجلس به کرمانشاه مهاجرت کردند و در آنجا دولتی به ریاست نظام‌السلطنه مافی تشکیل دادند، به آنان پیوست. با شکست این دولت به استانبول رفت. او در مسجد ایاصوفیه در حضور هزاران نفر ترک و ایرانی و سران دولت عثمانی خطابه بلیغی در اتحاد مسلمین ایراد کرد. 

## نماینده جنجالی
با پایان جنگ جهانی اول، صدرالعلماء به ایران بازگشت و در انتخابات مجلس شورای ملی شرکت جست و به نمایندگی شیراز انتخاب شد. کودتای سوم اسفند ۱۲۹۹ مانع از تشکیل مجلس شد و پس از سقوط دولت صد روزه سید ضیاءالدین طباطبایی بود که مجلس در تابستان ۱۳۰۰ کار خود را آغاز کرد. سید یعقوب از همان آغاز مجلس یکی از فعال‌ترین و پر سر و صداترین نمایندگان بود و در سراسر دوران نمایندگی‌اش در دوره‌های بعد نیز چنین ماند.
صدرالعلماء از روحانیون محافظه کار و قشری مجلس به شمار می رفت و همواره نسبت به وضع قوانینی که آنها را مغایر شرع تشخیص می داد موضع می گرفت. از جمله مخالفتهای او با وضع قوانین عرفی در عدلیه و پایه ریزی نظام قضائی نوین با قضاتی بود که در حوزه های علمیه درس نخوانده، بلکه دانش آموخته حقوق بودند. هنگامی که لایحه استخدام قضات در مجلس طرح شد، صدرالعلماء نطقی پرحرارت و خشم آلود کرد و گفت: 

«لیسانس؟ من معنی این لیسانس را نفهمیدم. آقایان، مدعی‌العموم مداخله در عرض و ناموس مسلمان‌ها می‌کند ... مدعی‌العموم باید دارای مقامی باشد که در کتب فقها برای ولایت مسلمین معین شده است ... آقایان این مملکت کی است؟ ما کی هستیم؟ آخر باید فکر کرد مگر می‌شود همیشه با یک الفاظ غریب مسلمین را خفه کرد»؟ سلیمان میرزا وسط حرفهای او گفت: «این طور نیست مهمل می گویی». 

از لحاظ سیاسی نیز از جمله اقدامات صدرالعلماء در این دوره از مجلس، سخنرانی علیه مخبرالسطنه هدایت به منظور جلوگیری از تصویب اعتبارنامه وی بود. او مخبرالسطنه را فردی ضدمشروطه خواند که «مشروطه مشروعه» را یاد محمدعلی شاه داد و میان مشروطه خواهان اختلاف افکند، در فارس و آذربایجان خونریزی کرد، از در دشمنی با ستارخان و باقرخان درآمد و در قتل شیخ محمدخیابانی نقش داشت، در تهران نیز حکومت نظامی برقرار و آزادیخواهان را سرکوب و مطبوعات را توقیف کرد. سلیمان میرزا نیز در مخالفت با مخبرالسلطنه سید یعقوب را همراهی کرد اما سرانجام به پیشنهاد شاهزاده محمدهاشم میرزا افسر رسیدگی به اعتبارنامه مخبرالسلطنه به زمانی موکول شد که او در مجلس حاضر شود و از خودش دفاع کند.  مخبرالسلطنه در شانزدهم فروردین ۱۳۰۱ در مجلس حاضر شد و از خود دفاع کرد و اعتبارنامه اش تصویب شد.

## حامی رضاخان
صدرالعلماء از همان آغاز قدرت گرفتن رضاخان سردار سپه به او نزدیک شد و به حمایت از وی پرداخت. نمونه‌ای از حمایت‌های او مربوط به هنگامی است که سردارسپه به عنوان وزیر جنگ از مجلس درخواست سیزده هزار تومان کرد تا ۵۶ دانشجو و چهار افسر را برای تحصیلات نظامی به فرانسه بفرستد. صدرالعماء در پشتیبانی از درخواست او در مجلس گفت: 

«ما امروز هیچ خرجی لازم‌تر از مخارج قشونی نداریم و هر خرجی داریم باید کنار گذارده و خرج قشون بکنیم تمام چیزهای ما در تحت سرنیزه تهیه می‌شود و سرنیزه ما که قوت داشته باشد معارف داریم عدالت داریم تجارت داریم زراعت داریم و بالاخره همه چیز داریم». 

در دوره پنجم که صدرالعلماء به نمایندگی از عشایر خمسه فارس به مجلس رفت، ضیاءالواعظین نماینده ایل قشقایی در مجلس با اعتبارنامه او مخالفت کرد اما عصر همان روز (چهاردهم فروردین ۱۳۰۳) اعتراضش را پس گرفت و اعتبارنامه سیدیعقوب تصویب شد. هرچند ضیاءالواعظین در خارج از مجلس گفت: «این شخص اهل اردکان است، یک روز از خراسان وکیل شد، دوره قبل خود را شیرازی معرفی کرد و از شیراز سر درآورد و حالا می‌بینیم در این دوره از طرف ایلات خمسه به مجلس راه پیدا کرده است». 
صدرالعماء در این دوره عضو حزب تجدد  و از پر جنب و جوش‌ترین نمایندگان و سرسخت‌ترین هواداران سردارسپه در مجلس بود و به هر کس در مخالفت با او حرف می زد، حملات تند می کرد. بخشی از نمایندگان دوره پنجم با اعمال نفوذ سردارسپه وارد مجلس شده بودند که هر بار اعتبارنامه یکی از آنها با اعتراض نمایندگان اقلیت روبرو می شد، صدرالعلماء به دفاع بر می خاست. او همچنین به دلیل اینکه متن سوگندنامه نمایندگی حاوی وفاداری به احمد شاه بود، حاضر به ادای سوگند نشد اما سرانجام در جلسه بعد با خواندن این آیه قرآن تن به سوگند داد: «لا یؤاخذکم الله باللغو فی ایمانکم».و گفت: «طاهر و مطهرم تا حضرت آدم».  در نهم آبان ۱۳۰۴ که نمایندگان جناح اکثریت، طرح انقراض سلطنت قاجار را در دستور کار گذاشتند، سید یعقوب انوار نخستین نماینده‌ای بود که به دفاع از این طرح برخاست و گفت: «بنده که یکی از انقلابی‌های درجه اول بودم، از همان اول هم فریاد می‌زدم که باید خاتمه داد به این خانواده. زیرا برای کار تازه مرد تازه لازم است». دکتر مصدق در پاسخ او گفت:

«آقای آقا سید یعقوب، شما مشروطه‌خواه بودید، آزادی‌خواه بودید، بنده خودم در این مملکت شما را دیدم که پای منبر می‌رفتید و مردم را دعوت به آزادی می‌کردید. حالا عقیده شما این است که یک کسی در مملکت باشد که هم شاه باشد هم رئیس‌الوزرا باشد هم حاکم؟ اگر این طور باشد که ارتجاع صرف است، استبداد صرف است. پس چرا خون شهدا راه آزادی را بی‌خود ریختید؟ چرا مردم را به کشتن دادید؟ می‌خواستید از روز اول بیایید بگویید که ما دروغ گفتیم و مشروطه نمی‌خواستیم. یک ملتی است جاهل و باید با چماق آدم شود». 

## مخالفت با مدارس بزرگسالان
پس از به پادشاهی رسیدن رضاشاه، سید یعقوب در سال ۱۳۰۵ بار دیگر به نمایندگی از شیراز به مجلس رفت (دوره ششم) اما از همان آغاز با برخی سیاست‌های کارگزاران رضاشاه بنای مخالفت گذاشت. نخستین نمونه‌اش در اوائل کار مجلس بود که احمد بدر وزیر معارف در ده مدرسه در تهران، دوره‌های شبانه برای بزرگسالان (اکابر) راه‌اندازی کرد که با هشتصد دانش‌آموز از اول مهر آغاز شد. سپس لایحه‌ای برای تأمین بودجه این دوره‌ها به مجلس برد، سید یعقوب انوار به مخالفت برخاست و گفت:

«بنده به چه مناسبت بیایم و شش هزار تومان برای اکابر طهران رأی بدهم؟ اکابر طهران به قدری که روزنامه بخوانند سواد فارسی دارند. به قدری که فحش بدهند سواد دارند. ما دارالاکابر می‌خواهیم چه بکنیم؟ صغیرهای ما پامال شدند. شما اکابر را می‌برید به مقام قاب قوسین؟ بروید وقت این صغیرها و این اطفال بدبخت حومه طهران را تعلیم نمایید». 

## نماز اجباری
در اردیبهشت ۱۳۰۶ که سید محمد تدین وزیر معارف لایحه ورزش اجباری را به مجلس برد، سید یعقوب انوار همراه با شیخ نصرت‌الله بیات پیشنهاد داد این تبصره به آن افزوده شود: «وزارت معارف مکلف است مدیران مدارس را مأمور کند که شاگردان مدارس را در موقع نماز و ادار به نماز گذاردن بنمایند». با همهمه و اعتراض نمایندگان ناچار شد پیشنهادش را پس بگیرد  اما شیخ نصرت‌الله بیات بر پیشنهاد باقی ماند هرچند مجلس به آن رأی نداد.

## مخالفت با تغییر لباس اجباری
در سال ۱۳۰۷ که سید یعقوب باز هم به نمایندگی از شیراز به مجلس رفت (دوره هفتم)، مخالف‌خوانی او به سیاستی برخورد که یکراست خواست رضا شاه بود و به او بر می‌گشت. پس از آنکه رضاشاه از لزوم تغییر لباس سخن گفت، شماری از نمایندگان مجلس به سخنگویی سید اسماعیل عراقی نماینده اراک، طرحی دو فوریتی در دستور کار مجلس گذاشتند که به خواسته رضاشاه جنبه قانونی بدهند. سید یعقوب به مخالفت برخاست و گفت: 

«بگذارید مردم آزاد باشند تا کی ما در همه چیز مردم دخالت کنیم؟ آخر این مردم بی‌چاره که دارای قانون اساسی شده‌اند دارای مجلس شورای ملی شده‌اند وحکومت‌شان حکومت ملی است در هیچ چیز نباید آزاد باشند؟ مردم را به آزادی خودشان باقی بگذارید بهتر پیشرفت خواهد کرد. مجلس شورای ملی مداخله آزادی مردم نباید بکند. مداخله در دماغ گرفتن مردم نباید بکند. عجب حکایتی است! آقا این برعکس نتیجه می‌بخشد. مجلس شورای ملی باید آزادی و اختیارات مردم را زیاد کند نه اینکه ما بیاییم هی این اختیارات را محدود کنیم هی حقوق آنها را محدود کنیم». 

## مغضوب رضاشاه
سید یعقوب انوار با پایان دوره نمایندگی‌اش در سال ۱۳۰۹ دیگر مغضوب رضاشاه و از ادامه نمایندگی محروم شده بود اما ده سال بعد، در اواخر سلطنت رضاشاه به کرسی نمایندگی، این بار از کاشان بازگشت. سلیم ایزدی نماینده کاشان در مجلس در روزهای آغازین دوره دوازدهم درگذشت و برای پر کردن کرسی خالی او در مجلس، انتخابات میان‌دوره‌ای برگزار شد. سید یعقوب در این انتخابات که در نوروز ۱۳۱۹ در کاشان انجام گرفت، نامزد شد و رأی آورد و به مجلس رفت. 
این دوره از نمایندگی سید یعقوب انوار با شهریور ۱۳۲۰ و اشغال ایران و کناره‌گیری رضا شاه از قدرت آغاز شد. در روز ۲۵ شهریور که محمدعلی فروغی از نزد رضاشاه به مجلس شورای ملی رفت و استعفانامه شاه را قرائت کرد، انوار نطقی کرد و گفت:

«الخیر فی ما وقع. یک پیش‌آمدی واقع شده است که ان‌شاءالله الرحمن امیدواریم این پیش آمد نیکی باشد و خیر و سعادت ملت ایران در این پیش آمد باشد که از تحت یک فشار خیلی ممتدی نجات پیدا کردند و من یک خوشوقتی دارم که الان دارم در یک مجلسی صحبت می‌کنم که عموم نمایندگان مجلس مثل مجلس سابق یک روح اتحاد و یگانگی با پشتیبانی از کابینه و دولت دارند که انشاءالله امیدواریم تمام خرابی‌های سابق ما ترمیم شود که مثلاً ما می‌گوییم سؤال دارم یا استیضاح دارم از فلان وزیر، فوری آن وزیر حاضر شود. روزنامه‌های ما نباید مثل مرغ منقار چیده در قفس آهنین باشند. تا کی باید ملت ایران صدا نداشته باشد که بگوید آقا ظلم خانه مرا خراب کرده است». 

گفته می شود رضاشاه تا آخرین دقیقه‌ای که ایران را ترک می‌کرد، به سید یعقوب ناسزا می‌گفت.  انوار در دوره بعد (سیزدهم) نیز کرسی نمایندگی خود را حفظ کرد اما پس از آن چون سنش از حد نصاب قانونی (هفتاد سال) فراتر رفته بود، دیگر در انتخابات شرکت نکرد.

## خانواده
سید یعقوب ثروت بسیاری از خود به جا گذاشت. او و رحیم اتحادیه مشترکاً مالک روستای فرحزاد تهران بودند. او با دختر عموی علی خان امین‌الدوله صدراعظم مظفرالدین شاه ازدواج کرد. پسرش عبدالله انوار از برجسته ترین نسخه‌شناسان و کتاب‌شناسان ایران شد و دخترش فرشته انوار سالها در دانشگاه تهران کتابدار بود و برخی دروس رشته کتابداری را تدریس می کرد. 